# Двоє друзів
«Двоє друзів» (рос. Два друга) — радянський дитячий комедійний фільм, знятий в 1954 році режисером Віктором Ейсимонтом за сценарієм Миколи Носова на основі його ж повісті «Вітя Малєєв в школі і вдома» (1951).

## Сюжет
Комедія розповідає про будні простого радянського школяра Віті, який разом з другом Костею намагається поліпшити свій характер і підвищити успішність. Протягом фільму герої потрапляють в різні комічні історії, але всякий раз з честю виходять із найскладніших, заплутаних ситуацій.

## У ролях
- Леонід Краукліс — Вітя Малєєв
- Володимир Гуськов — Костя Шишкін
- Данило Сагал — батько Віті Малєєва
- Віра Орлова — мама Віті Малєєва
- Оксана Бібіна — Ліка Малєєва, сестра Віті
- Яніна Жеймо — мама Кості Шишкіна
- Ірина Зарубіна — Ольга Миколаївна, вчителька
- Віктор Хохряков — Ігор Олександрович, директор школи
- Микола Сморчков — піонервожатий Володя
- Михайло Аронов — Міша, член ланки класу
- Віктор Бєлов — художник стінгазети і член ланки класу
- Борис Бурляєв — Толік, член ланки класу
- Наталія Заслуєва — Наташа, член ланки класу
- Ксенія Спиридонова — Тося, член ланки класу
- Яків Заславський — лікар

## Знімальна група
- Режисер — Віктор Ейсимонт
- Сценарій — Микола Носов
- Оператор — Борис Монастирський
- Композитор — Мойсей Вайнберг
- Художник — Петро Галаджев
- Художник по костюмах — Яків Рівош
- Звукооператор — М. Писарєв
- Монтажер — Б. Погребинська
- Текст пісень — Вадим Коростильов
- Оркестр Головного управління кінематографії
  - Диригент — Арон Ройтман
- Директор картини — В. Чайка